# Боггс, Джеймс Калеб
Джеймс Калеб Боггс (англ. James Caleb Boggs; род. 15 мая 1909 — 26 марта 1993) — американский юрист и политик из Клеймона в округе Нью-Касл, штат Делавэр, был широко известен под своим вторым именем Калеб, которое часто сокращалось до Кейла.
Ветеран Второй мировой войны и член Республиканской партии, трижды занимал должность представителя США от штата Делавэр, два раза — губернатора штата Делавэр и два раза — сенатора США от штата Делавэр.

## Биография
Боггс родился 15 мая 1909 года в Чесволде, штат Делавэр.
Окончил Университет штата Делавэр в 1931 году и юридический факультет Джорджтауна в 1937 году.

## Карьера
В 1938 году он был принят в Коллегию адвокатов штата Делавэр и начал юридическую практику в Дувре, штат Делавэр.

### Палата представителей США
В 1946 году он был избран в Палату представителей США. Выигрывал выборы в общей сложности три раза, победив демократов Дж. Карла Макгигана в 1948 году и Генри М. Винчестера в 1950 году. Боггс занимал должность в Палате представителей США с 3 января 1947 года по 3 января 1953 года.

### Губернатор штата Делавэр
Боггс был избран губернатором штата Делавэр в 1952 году, победив действующего губернатора-демократа Элберта Н. Карвела, и выиграл второй раз в 1956 году, победив демократа Дж. Х. Тайлера МакКоннелла. Занимал пост губернатора с 20 января 1953 года по 30 декабря 1960 года. 2 апреля 1958 года он подписал закон, отменяющий смертную казнь в Делавэре.

### Сенат США
Боггс был избран в сенат США в 1960 году, победив действующего сенатора-демократа США Дж. Аллена Фрира-младшего, был снова избран в Сенат США в 1966 году, победив демократа Джеймса М. Таннелла-младшего, таким образом, Боггс занимал эту должность с 3 января 1961 года по 3 января 1973 года. Боггс проголосовал за Законы о гражданских правах 1964 и 1968 годов, а также за 24-ю поправку к Конституции США.

## Смерть
Боггс умер в Уилмингтоне и похоронен на Старом пресвитерианском кладбище в Дувре, на территории Государственного музея Делавэра.